# Tihange kärnkraftverk
Tihange kärnkraftverk är ett kärnkraftverk i Huy, Belgien. Kärnkraftverket har tre reaktorer, varav två är i drift. (april 2025)
Kraftverkets tre reaktorer är av PWR-typ och började byggas 1970. De togs i drift mellan 1975 och 1985.
Reaktor 2 stängdes den 1 februari 2023.

## Reaktorer
| Station   | Typ | Netto- effekt | Byggstart  | Första kritikalitet | Första nätanslutning | Kommersiell drift | Stängd     |
| --------- | --- | ------------- | ---------- | ------------------- | -------------------- | ----------------- | ---------- |
| Tihange 1 | PWR | 962 MWe       | 1970-06-01 | 1975-02-21          | 1975-03-07           | 1975-10-01        | -          |
| Tihange 2 | PWR | 1008 MWe      | 1976-04-01 | 1982-10-05          | 1982-10-13           | 1983-06-01        | 2023-02-01 |
| Tihange 3 | PWR | 1030 MWe      | 1978-11-01 | 1985-06-05          | 1985-06-15           | 1985-09-01        | -          |